# 4e cérémonie des prix Feroz
La 4e cérémonie des Prix Feroz (ou Premios Feroz), organisée par l'Asociación de Informadores Cinematográficos de España, se déroule le 23 janvier 2017 au Palais des ducs de Pastrana à Madrid et récompense les films et séries sortis en 2016.
Le film La Colère d'un homme patient (Tarde para la ira) de Raúl Arévalo remporte les prix du meilleur film dramatique, de la meilleure réalisation, du meilleur scénario, du meilleur acteur dans un second rôle et de la meilleure actrice dans un second rôle,.

## Palmarès

### Cinéma

#### Meilleur film dramatique
- La Colère d'un homme patient (Tarde para la ira) de Raúl Arévalo
  - L'Homme aux mille visages (El hombre de las mil caras) de Alberto Rodríguez
  - Julieta de Pedro Almodóvar
  - Que Dios nos perdone de Rodrigo Sorogoyen
  - Quelques minutes après minuit (A Monster Calls) de Juan Antonio Bayona

#### Meilleure comédie
- Kiki, el amor se hace de Paco León
  - El rey tuerto de Marc Crehuet
  - La noche que mi madre mató a mi padre de Inés París
  - La puerta abierta de Marina Seresesky
  - María (y los demás) de Nely Reguera

#### Meilleur réalisateur
- Raúl Arévalo pour La Colère d'un homme patient (Tarde para la ira)
  - Pedro Almodóvar pour Julieta
  - Juan Antonio Bayona pour Quelques minutes après minuit (A Monster Calls)
  - Alberto Rodríguez pour L'Homme aux mille visages (El hombre de las mil caras)
  - Rodrigo Sorogoyen pour Que Dios nos perdone

#### Meilleur scénario
- David Pulido et Raúl Arévalo pour La Colère d'un homme patient (Tarde para la ira)
  - Pedro Almodóvar pour Julieta
  - Patrick Ness pour Quelques minutes après minuit (A Monster Calls)
  - Isabel Peña et Rodrigo Sorogoyen pour Que Dios nos perdone
  - Alberto Rodríguez et Rafael Cobos pour L'Homme aux mille visages (El hombre de las mil caras)

#### Meilleur acteur
- Roberto Álamo pour son rôle dans Que Dios nos perdone
  - Eduard Fernández pour L'Homme aux mille visages (El hombre de las mil caras)
  - Alain Hernández pour son rôle dans El rey tuerto
  - Lewis MacDougall pour Quelques minutes après minuit (A Monster Calls)
  - Àlex Monner pour son rôle dans La propera pell
  - Antonio de la Torre pour son rôle dans La Colère d'un homme patient (Tarde para la ira)

#### Meilleure actrice
- Bárbara Lennie pour son rôle dans María (y los demás)
  - Anna Castillo pour son rôle dans L'Olivier (El olivo)
  - Carmen Machi pour son rôle dans La puerta abierta
  - Emma Suárez pour son rôle dans Julieta
  - Adriana Ugarte pour son rôle dans Julieta

#### Meilleur acteur dans un second rôle
- Manolo Solo pour son rôle dans La Colère d'un homme patient (Tarde para la ira)
  - Luis Callejo pour son rôle dans La Colère d'un homme patient (Tarde para la ira)
  - José Coronado pour son rôle dans L'Homme aux mille visages (El hombre de las mil caras)
  - Javier Pereira pour son rôle dans Que Dios nos perdone
  - Carlos Santos pour son rôle dans L'Homme aux mille visages (El hombre de las mil caras)

#### Meilleure actrice dans un second rôle
- Ruth Díaz pour son rôle dans La Colère d'un homme patient (Tarde para la ira)
  - Marta Etura pour son rôle dans L'Homme aux mille visages (El hombre de las mil caras)
  - Rossy de Palma pour son rôle dans Julieta
  - Terele Pávez pour son rôle dans La puerta abierta
  - Candela Peña pour son rôle dans Kiki, el amor se hace

#### Meilleur documentaire
- Dead Slow Ahead de Mauricio Herce

#### Meilleure musique originale
- Fernando Velázquez pour Quelques minutes après minuit (A Monster Calls)
  - Olivier Arson pour Que Dios nos perdone
  - Alberto Iglesias pour Julieta
  - Sílvia Pérez Cruz pour Cerca de tu casa
  - Julio de la Rosa pour L'Homme aux mille visages (El hombre de las mil caras)

#### Meilleure bande annonce
- Kiki, el amor se hace

#### Meilleure affiche
- L'Homme aux mille visages (El hombre de las mil caras)

### Télévision

#### Meilleure série dramatique
- Le Ministère du temps (saison 2)
  - El Caso: Crónica de sucesos (saison 1)
  - Mar de plástico (saison 2)
  - #Philo (Merlí) (saison 2)
  - Derrière les barreaux (Vis a vis) (saison 2)

#### Meilleure série comique
- Paquita Salas (saison 1)
  - Allí abajo (saison 2)
  - Cites (saison 1)
  - La que se avecina (saison 9)
  - ¿Qué fue de Jorge Sanz? (mini-série)

#### Meilleur acteur
- Brays Efe pour son rôle dans Paquita Salas
  - Pedro Casablanc pour son rôle dans Mar de plástico
  - Nacho Fresneda pour son rôle dans Le Ministère du temps
  - Fernando Guillén Cuervo pour son rôle dans El Caso: Crónica de sucesos
  - Rodolfo Sancho pour son rôle dans Le Ministère du temps

#### Meilleure actrice
- Aura Garrido pour son rôle dans Le Ministère du temps
  - Maggie Civantos pour son rôle dans Derrière les barreaux (Vis a vis)
  - Marta Etura pour son rôle dans La sonata del silencio
  - Najwa Nimri pour son rôle dans Derrière les barreaux (Vis a vis)
  - Verónica Sánchez pour son rôle dans El Caso: Crónica de sucesos

#### Meilleur acteur dans un second rôle
- José Sacristán pour son rôle dans Velvet
- Hugo Silva pour son rôle dans Le Ministère du temps
  - Patrick Criado pour son rôle dans Mar de plástico
  - Jaime Blanch pour son rôle dans Le Ministère du temps
  - Julián Villagrán pour son rôle dans Le Ministère du temps

#### Meilleure actrice dans un second rôle
- Belén Cuesta pour son rôle dans Paquita Salas
  - Inma Cuevas pour son rôle dans Derrière les barreaux (Vis a vis)
  - Alba Flores pour son rôle dans Derrière les barreaux (Vis a vis)
  - Cecilia Freire pour son rôle dans Velvet
  - Cayetana Guillén Cuervo pour son rôle dans Le Ministère du temps

### Prix Feroz d'honneur
- Narciso Ibáñez Serrador